# MUTE (Elektroauto)
MUTE [Mju:t] (auch geschrieben mu+e) ist ein Elektroauto, das auf einem Konzept für ein vollelektrisch betriebenes, zweisitziges Leichtbau-Kompaktauto mit einer Reichweite von mindestens 100 km basiert. Das Fahrzeug, das im Rahmen des MUTE-Projektes an der Technischen Universität München erforscht und entwickelt wird, ist für den städtischen und regionalen Einsatz ausgelegt. Das endgültige Design wurde als Showcar auf der IAA 2011 erstmals der Öffentlichkeit vorgestellt.

## Projektbeschreibung
Das MUTE-Projekt der Technischen Universität München umfasst die Entwicklung eines wirtschaftlichen und sicheren Elektrofahrzeugs ohne Einschränkung der individuellen Mobilität. Der Einsatz ist für den städtischen und vorstädtischen Lebensraum als auch für ländliche Gebiete bei regionaler Nutzung geplant. Die ursprüngliche Idee und Initiative geht auf den Lehrstuhl für Fahrzeugtechnik der Technischen Universität München zurück. Das Team besteht inzwischen aus mehr als 200 Assistenten und Studenten von mehr als 20 beteiligten Lehrstühlen verschiedener Fachrichtungen der Technischen Universität München. Darüber hinaus sind an dem Projekt mehrere Industriepartner beteiligt.

## Design
Das Design des MUTE ist auf eine möglichst gute Aerodynamik ausgelegt, dabei müssen Anforderungen aus Ergonomie, Abstimmung der Baugruppen aufeinander und Gesetzesvorschriften berücksichtigt werden. Das Fahrzeugdesign ähnelt einem Coupé und ist durch sportliche Elemente wie kurze Überhänge, horizontal laufende Linien im Front- und Heckbereich und ausgestellte Radhäuser bestimmt.

## Technische Daten
| Zulassung                | L7E                                                                |
| Personen                 | 2                                                                  |
| Zuladung                 | 2 Gepäckstücke (510 Liter Stauraum)                                |
| Fahrzeuglänge            | 3,55 m                                                             |
| Antrieb                  | Zentralmaschine, Heckantrieb mit aktivem Torque Vectoring Getriebe |
| Gewicht                  | 500 kg (davon 100 kg Batterie)                                     |
| Batterie                 | Li-Ionen-Akku (Kapazität 10 kWh)+ Zink-Luft-Batterie               |
| Höchstgeschwindigkeit    | 120 km/h                                                           |
| Beschleunigung 0–60 km/h | 6,8 s                                                              |
| Reichweite               | > 100 km                                                           |

### Fahrwerk und Antrieb
Das Fahrwerk hat vorne und hinten Radaufhängungen mit MacPherson-Federbeinen. Angetrieben wird das Auto von einem zentralen Elektromotor. Durch ein Torque-Vectoring-Getriebe können die Antriebsmomente dynamisch zwischen den angetriebenen Rädern verteilt und so eine gute Fahrdynamik und Traktion ermöglicht werden.

### Energiespeicher
Das Fahrzeugkonzept sieht eine Kombination von einer Lithium-Ionen-Hauptbatterie mit einem elektrochemischen Range Extender auf Basis einer Zink-Luft-Batterie vor. Die Lithium-Ionen-Batterie mit einer Kapazität von 10 kWh befindet sich im aufprallgeschützten inneren Bereich des Fahrzeugs. Durch das geringe Gewicht genügt eine vergleichsweise kleine Hauptbatterie. Die Zink-Luft-Batterie ist im Vorderwagen eingebaut. Der „Range Extender“ dient der Verlängerung der täglich verfügbaren Reichweite. Nach dem Gebrauch muss dieser ersetzt und kann industriell aufbereitet werden. Der tägliche Betrieb erfolgt über die Hauptbatterie, während der Range Extender ein Liegenbleiben vermeidet.

### Elektronik
Ausgewählte Hochvoltleitungen des Bordnetzes sind zur Gewichtseinsparung aus Aluminium gefertigt. Infolge der hohen Spannung fällt die weniger gute Leitfähigkeit verglichen mit Kupfer nicht ins Gewicht. Die Kontakte der Aluminiumleitungen erfordern speziell geformte Steckverbindungen.

### Heizkonzept
Der Innenraum des E-Autos kann an kühlen Tagen durch ein bioethanolbetriebenes Heizgerät temperiert werden. Die Leistung der im Luftverteilungssystem integrierten Einheit beträgt 2 kW. Durch eine intelligente Regelung, die mehrere Feuchte- und Temperatursensoren auswertet, wird unter minimalem Energieaufwand ein komfortables Klima hergestellt und Scheibenbeschlag verhindert.

### Sicherheit
Die Zulassungsklasse L7E, in die MUTE eingeordnet wird, beinhaltet nur sehr geringe Sicherheitsvorschriften und keine Vorschriften bezüglich Crashtests. Da der MUTE durch sein Design und die erzielbaren Fahrleistungen den Eindruck eines herkömmlichen PKWs erweckt, sollen die kundenseitig hohen Erwartungen an Fahrzeugsicherheit erfüllt werden. Dies wird durch verhältnismäßig lange Crashwege in Verbindung mit Crashlängsträgern aus Faserverbundwerkstoff erreicht. Diese nehmen die Aufprallenergie homogen ohne Lastspitzen über den verfügbaren Weg auf. Ziel ist es, ein Sicherheitsniveau zu erreichen, das sich an dem konventioneller Fahrzeuge orientiert.

### Ergonomie
Der Innenraum wurde mithilfe des digitalen Menschmodells RAMSIS gestaltet. Durch die Umsetzung des sogenannten „Augpunkt-Fix-Konzeptes“ wird Insassen unterschiedlichster Proportionen eine komfortable Sitzposition und bestmögliche Sicht ermöglicht. Bei diesem Konzept befinden sich die Augen des Fahrers immer an derselben Stelle, das heißt der Sitz ist nur höhen-, jedoch nicht längsverstellbar. Zusätzlich lässt sich die Pedalerie, das Lenkrad und das zentrale Bedienelement verstellen. Dieses Prinzip ermöglicht eine optimale Auslegung des Airbags auf Kopfposition der Insassen, wodurch die Verletzungsgefahr bei einem Aufprall verringert wird.

### Dienstleistungen und Infrastruktur
Das zentrale Bedienelement ist ein mittig angeordneter Touchscreen, über den der Fahrer alle nicht direkt mit der Fahraufgabe verknüpften Funktionen bedienen kann und zusätzlich Zugriff auf unterstützende Dienste wie verbrauchsgünstiges Fahren oder die Anzeige von nahegelegenen Ladestationen hat.

### Kosten
Die Anschaffungs- und Unterhaltskosten (Total Cost of Ownership) orientieren sich an denen eines vergleichbaren Kleinwagens mit konventionellem Antrieb. Zusätzlich wird an Car-Sharing-Angeboten, ähnlich dem von Smart in Ulm laufenden Car2go Modell, gearbeitet.